# Universiteit van Guyana
De Universiteit van Guyana (Engels: University of Guyana) is de nationale universiteit van Guyana. De universiteit was op 1 oktober 1963 opgericht, en bevindt zich sinds februari 1970 in Turkeyen, Georgetown.

## Geschiedenis
Guyana nam oorspronkelijk deel aan de Universiteit van West-Indië. Op 29 september 1961 werd door Vernon Nunes, minister van onderwijs, een haalbaarheidsstudie opgezet naar een lokale universiteit. Het plan werd 6 oktober door het kabinet goedgekeurd. In 1962 werd de West-Indische Federatie opgeheven. Op 5 april 1963 werd de wet tot oprichting aangenomen, en op 1 oktober werd de Universiteit van Guyana opgericht.
Op 2 oktober 1963 begon de Universiteit van Guyana met 164 studenten. Er werd alleen 's avonds lesgegeven en de universiteit was gehuisvest in Queen’s College, een middelbare school, omdat het de enige locatie in Guyana met een laboratorium was. Door Booker Group werd land beschikbaar gesteld voor de bouw van een campus. De constructie van een universiteit begon in op 2 januari 1968, en het eerste gebouw werd op 24 februari 1970 geopend.
Oorspronkelijk moest schoolgeld worden betaald, maar dat werd in 1974 afgeschaft. In 1995 werd schoolgeld weer ingesteld. In 1975 werd deelname aan de Guyana National Service, een paramilitaire organisatie, verplicht voor universiteitsstudenten, maar de verplichting werd in 1994 opgeheven. In 2000 werd de Guyana National Service definitief opgeheven.
In 2000 werd in New Amsterdam de Berbice-campus geopend.

## Faculteiten
Er zijn zeven faculteiten met de volgende studierichtingen:
- Agriculture & Forestry (Landbouw & Bosbouw)
- Earth & Environmental Sciences (Geo- & Milieuwetenschappen)
- Education & Humanities (Onderwijs & Geesteswetenschappen)
- Engineering & Technology (Technische wetenschappen)
- Medical Sciences (Medische wetenschappen)
- Natural Sciences (Natuurwetenschappen)
- Social Sciences (Sociale wetenschappen)

De faculteiten leidden op tot een bachelordiploma. In veel richtingen kan vervolgens een masteropleiding worden gevolgd. Sinds 2019 wordt een doctoraat in biodiversiteit aangeboden.